# Born This Way
Born This Way – drugi album studyjny amerykańskiej piosenkarki Lady Gagi, który swoją oficjalną premierę miał 23 maja 2011 roku.
26 listopada 2010 podczas koncertu w ramach The Monster Ball Tour w Gdańsku, Gaga wyjawiła, że album może mieć 20 piosenek i może być „albumem dekady”. Dodała także, że jest już całkowicie skończony. Pierwszym singlem wydawnictwa był tytułowy utwór. Podczas odbierania nagrody w kategorii Teledysk Roku na MTV Video Music Award artystka zdradziła tytuł albumu, a oficjalną datę premiery potwierdziła na swoim profilu na Twitterze o północy, z 31 grudnia 2010 na 1 stycznia 2011 roku.
W Polsce album uzyskał certyfikat platynowej płyty.

## Lista utworów
| Edycja standardowa | Edycja standardowa               | Edycja standardowa              | Edycja standardowa                            | Edycja standardowa |
| Nr                 | Tytuł utworu                     | Autorzy                         | Produkcja                                     | Długość            |
| ------------------ | -------------------------------- | ------------------------------- | --------------------------------------------- | ------------------ |
| 1.                 | „Marry the Night”                | Lady Gaga, Fernando Garibay     | Lady Gaga, Fernando Garibay                   | 4:24               |
| 2.                 | „Born This Way”                  | Gaga, Jeppe Laursen             | Gaga, Jeppe Laursen, Garibay, DJ White Shadow | 4:20               |
| 3.                 | „Government Hooker”              | Gaga, Garibay, Paul Blair       | Gaga, Paul Blair, Garibay, DJ Snake           | 4:14               |
| 4.                 | „Judas”                          | Gaga, RedOne                    | Gaga, RedOne                                  | 4:10               |
| 5.                 | „Americano”                      | Gaga, Garibay, Blair, Brain Lee | Gaga, Garibay, Blair                          | 4:06               |
| 6.                 | „Hair”                           | Gaga, RedOne                    | Gaga, RedOne                                  | 5:08               |
| 7.                 | „Scheiße”                        | Gaga, RedOne                    | Gaga, RedOne                                  | 3:45               |
| 8.                 | „Bloody Mary”                    | Gaga, Garibay, Blair            | Gaga, Blair, Garibay, Clinton Sparks          | 4:04               |
| 9.                 | „Bad Kids”                       | Gaga, Laursen, Garibay, Blair   | Gaga, Laursen, Garibay, Blair                 | 3:50               |
| 10.                | „Highway Unicorn (Road to Love)” | Gaga, Garibay, Blair, RedOne    | Gaga, Garibay, Blair                          | 4:15               |
| 11.                | „Heavy Metal Lover”              | Gaga, Garibay                   | Gaga, Garibay                                 | 4:12               |
| 12.                | „Electric Chapel”                | Gaga, Blair                     | Gaga, Blair                                   | 4:12               |
| 13.                | „You and I”                      | Gaga                            | Gaga, Robert John „Mutt” Lange                | 5:07               |
| 14.                | „The Edge of Glory”              | Gaga, Garibay, Blair            | Gaga, Garibay                                 | 5:20               |
|                    |                                  |                                 |                                               | 1:01:07            |

| Utwór dodatkowy w wydaniu międzynarodowym | Utwór dodatkowy w wydaniu międzynarodowym | Utwór dodatkowy w wydaniu międzynarodowym |
| Nr                                        | Tytuł utworu                              | Długość                                   |
| ----------------------------------------- | ----------------------------------------- | ----------------------------------------- |

| Utwór dodatkowy w wydaniu japońskim | Utwór dodatkowy w wydaniu japońskim | Utwór dodatkowy w wydaniu japońskim |
| Nr                                  | Tytuł utworu                        | Długość                             |
| ----------------------------------- | ----------------------------------- | ----------------------------------- |

| Utwory dodatkowe w wydaniu indyjskim | Utwory dodatkowe w wydaniu indyjskim | Utwory dodatkowe w wydaniu indyjskim |
| Nr                                   | Tytuł utworu                         | Długość                              |
| ------------------------------------ | ------------------------------------ | ------------------------------------ |

| Edycja specjalna - Dysk 1 | Edycja specjalna - Dysk 1 | Edycja specjalna - Dysk 1 |
| Nr                        | Tytuł utworu              | Długość                   |
| ------------------------- | ------------------------- | ------------------------- |

| Utwory dodatkowe w limitowanym wydaniu USB | Utwory dodatkowe w limitowanym wydaniu USB | Utwory dodatkowe w limitowanym wydaniu USB |
| Nr                                         | Tytuł utworu                               | Długość                                    |
| ------------------------------------------ | ------------------------------------------ | ------------------------------------------ |

| Edycja specjalna - Dysk 2 | Edycja specjalna - Dysk 2                  | Edycja specjalna - Dysk 2 | Edycja specjalna - Dysk 2      | Edycja specjalna - Dysk 2 |
| Nr                        | Tytuł utworu                               | Autorzy                   | Produkcja                      | Długość                   |
| ------------------------- | ------------------------------------------ | ------------------------- | ------------------------------ | ------------------------- |
| 1.                        | „Born This Way” (The Country Road version) | Gaga, Laursen             | Gaga, Garibay                  | 4:21                      |
| 2.                        | „Judas” (DJ White Shadow remix)            | Gaga, RedOne              | Gaga, RedOne                   | 4:08                      |
| 3.                        | „Marry the Night” (Zedd remix)             | Gaga, Garibay             | Gaga, Garibay, Anton Zasławski | 4:21                      |
| 4.                        | „Scheiße” (DJ White Shadow Mugler)         | Gaga, RedOne              | Gaga, RedOne                   | 9:35                      |
| 5.                        | „Born This Way” (Fernando Garibay remix)   | Gaga, Garibay             | Gaga, Garibay                  | 3:45                      |

| Utwór dodatkowy w wydaniu międzynarodowym | Utwór dodatkowy w wydaniu międzynarodowym | Utwór dodatkowy w wydaniu międzynarodowym |
| Nr                                        | Tytuł utworu                              | Długość                                   |
| ----------------------------------------- | ----------------------------------------- | ----------------------------------------- |

| Utwór dodatkowy w wydaniu japońskim | Utwór dodatkowy w wydaniu japońskim | Utwór dodatkowy w wydaniu japońskim |
| Nr                                  | Tytuł utworu                        | Długość                             |
| ----------------------------------- | ----------------------------------- | ----------------------------------- |

## Single

Lady Gaga wykonująca utwór „Born This Way” w ramach trasy koncertowej The Monster Ball Tour lutego 2011 roku w Atlantic City.

| Lp. | Tytuł               | Data wydania      | [ 15 ] | Unia Europejska | Wielka Brytania | Polska |
| --- | ------------------- | ----------------- | ------ | --------------- | --------------- | ------ |
| 1.  | „Born This Way”     | 11 lutego 2011    | 1      | 1               | 3               | 1      |
| 2.  | „Judas”             | 15 kwietnia 2011  | 10     | 13              | 8               | 3      |
| 3.  | „The Edge of Glory” | 9 maja 2011       | 3      | 7               | 6               | 1      |
| 4.  | „You and I”         | 26 lipca 2011     | 6      | 7               | 23              | 44     |
| 5.  | „Marry the Night”   | 21 listopada 2011 | 29     | 17              | 16              | 12     |

## Krytyka
Album przez krytyków uznany został za jeden z bardziej oczekiwanych wydawnictw ostatnich miesięcy. Recenzent Guardiana zwraca uwagę na rockowe aspiracje Lady Gagi i docenia je. Choć ogólny odbiór albumu jest dobry, to jednak wielu krytyków zwraca uwagę na takie aspekty jak: prostota i toporność tekstów czy nadmierne inspirowanie się Madonną, szczególnie w tytułowej piosence, czy Bruce’em Springsteenem. Wielu zauważa, że Gaga czerpiąc z muzycznej spuścizny lat osiemdziesiątych, niewiele dokłada od siebie. Większość krytyków jednoznacznie stwierdza, że nie zgadza się z zapowiedziami samej artystki o „albumie dekady” w kontekście „Born This Way”. Dziennik NME dał albumowi 8 punktów na 10 podkreślając triumf w inżynierii dźwięku albumu.

## Kontrowersje
Po wrzawie medialnej, która wybuchła po premierze tytułowego singla, dotyczącej nadmiernego podobieństwa tejże piosenki do singla Madonny „Express Yourself” Lady Gaga w programie Tonight Show with Jay Leno oznajmiła: „otrzymałam e-mail od jej [Madonny] ludzi, i ona przesyła mi masę miłości i całkowite wsparcie w sprawie singla”, jednak rzeczniczka Madonny zaprzeczyła tym informacjom.

## Notowania i certyfikaty
| Lista (2011)                        | Najwyższa pozycja |
| ----------------------------------- | ----------------- |
| Australia (ARIA)                    | 1                 |
| Austria (Ö3 Austria)                | 1                 |
| Dania (Hitlisten)                   | 1                 |
| Irlandia (IRMA)                     | 1                 |
| Francja (SNEP)                      | 1                 |
| Wielka Brytania (OCC)               | 1                 |
| Szwecja (Sverigetopplistan)         | 1                 |
| Finlandia (Suomen virallinen lista) | 2                 |
| Słowenia                            | 1                 |
| Holandia (Album Top 100)            | 5                 |
| USA (Billboard 200)                 | 1                 |
| USA (Top Dance/Electronic Albums)   | 1                 |
| Polska (ZPAV)                       | 3                 |
| Czechy (ČNS IFPI)                   | 1                 |
| Nowa Zelandia (RMNZ)                | 1                 |
| Japonia (Oricon)                    | 1                 |
| Brazylia (ABPD)                     | 1                 |
| Meksyk (Top 100 Mexico)             | 1                 |
| Szwajcaria (Schweizer Hitparade)    | 1                 |
| Grecja (IFPI)                       | 1                 |
| Rosja (Russian Music Charts)        | 1                 |
| Niemcy (Offizielle Top 100)         | 1                 |
| Hiszpania (PROMUSICAE)              | 2                 |
| Węgry (MAHASZ)                      | 1                 |

| Kraj                          | Certyfikat         | Sprzedaż   |
| ----------------------------- | ------------------ | ---------- |
| Australia (ARIA)              | 3× Platynowa płyta | 210 000+   |
| Austria (IFPI Austria)        | Platynowa płyta    | 20 000+    |
| Belgia (BEA)                  | Platynowa płyta    | 30 000+    |
| Brazylia (Pro-Música Brasil)  | 2x Platynowa płyta | 80 000+    |
| Dania (IFPI)                  | Platynowa płyta    | 20 000+    |
| Filipiny (PARI)               | Złota płyta        | 10 000+    |
| Finlandia (Musiikkituottajat) | Złota płyta        | 10 000+    |
| Francja (SNEP)                | Platynowa płyta    | 200 000+   |
| Hiszpania (PROMUSICAE)        | Złota płyta        | 30 000+    |
| Irlandia (BPI)                | 2x Platynowa płyta | 30 000+    |
| Japonia (RIAJ)                | 3x Platynowa płyta | 750 000+   |
| Kanada (Music Canada)         | 6x Platynowa płyta | 480 000+   |
| Meksyk (AMPROFON)             | Platynowa płyta    | 60 000+    |
| Niemcy (BVMI)                 | 3x Złota płyta     | 300 000+   |
| Norwegia (IFPI Norway)        | Platynowa płyta    | 20 000+    |
| Nowa Zelandia (RMNZ)          | 2× Platynowa płyta | 30 000+    |
| Polska (ZPAV)                 | Platynowa płyta    | 20 000+    |
| Portugalia (AFP)              | Złota płyta        | 3 500+     |
| Rosja (NFPF)                  | 4x Platynowa płyta | 40 000+    |
| Singapur (RIAS)               | Złota płyta        | 5 000+     |
| Stany Zjednoczone (RIAA)      | 4× Platynowa płyta | 4 000 000+ |
| Szwajcaria (IFPI)             | Platynowa płyta    | 40 000+    |
| Szwecja (GLF)                 | Platynowa płyta    | 30 000+    |
| Węgry (MAHASZ)                | Złota płyta        | 3 000+     |
| Wielka Brytania (BPI)         | 3x Platynowa płyta | 1 000 000+ |
| Włochy (FIMI)                 | 2x Platynowa płyta | 100 000+   |
| Świat                         | —                  | 6 000 000+ |